# Femfaktorteorin
Femfaktorteorin, eller Big Five-teorin, är inom psykologin en personlighetsteori som har sin utgångspunkt i att människors personligheter har urskiljbara, universella drag som inte är kultur- eller situationsberoende. Femfaktorteorin särskiljer fem faktorer som styr dessa drag, som man studerar och som man menar är centrala för personligheten.

## Utveckling
Teorin utvecklades ur traitteorin av bland annat Gordon Allport, Hans Eysenck och Raymond Cattell. Teorin används ofta när man konstruerar personlighetstest. 
Femfaktormodellen är sedan 1990-talet den dominerande modellen inom personlighetspsykologi för att beskriva hur våra personligheter är sammansatta av personlighetsdrag. Den kallas femfaktormodellen för att den bygger på fem faktorer/dimensioner som vart och ett bestämmer ett personlighetsdrag. Dessa fem personlighetsdrag blir tillsammans en profil eller karta över en individs personlighet. 
Femfaktormodellen är knuten till femfaktorteorin vars främsta företrädare är psykologiforskarna Paul Costa och Robert McCrae.
Den första boken på svenska om femfaktorteorin och den moderna forskningen kring modellen kom ut år 2020. Baserat på över 200 internationella vetenskapliga meta-studier konkluderas att dessa fem personlighetsdrag kan förklara en individs liv på en rad områden, som mental hälsa, utbildningsval, yrkesframgång, relationskvalitet, politisk åskådning, arbetsprestation och mer.  Personligheten verkar stabilt över livet bland annat på grund av dess starka genetiska grund. 

## Fem faktorer
De fem faktorerna brukar för hågkomstens skull benämnas med akronymen OCEAN (eller alternativt CANOE) efter de engelska namnen på faktorerna, och är följande (med förslag på översättning inom parentes):
- Öppenhet – en tendens att uppskatta konst, känslor, äventyr, ovanliga idéer, fantasi, nyfikenhet och olika erfarenheter. Människor som är öppna för att uppleva är intellektuellt nyfikna, öppna för känslor, känsliga för skönhet och villiga att prova nya saker. De tenderar att, i jämförelser med mer slutna människor, vara mer kreativa och mer medvetna om sina känslor. De är också mer benägna att ha okonventionella övertygelser.
- Samvetsgrannhet –  innebär en tendens att visa självdisciplin, agera pliktfullt och sträva efter att uppnå åtgärder mot eller utanför förväntningar. Det är relaterat till hur människor kontrollerar, reglerar och styr sina impulser. Höga poäng på samvetsgrannhet indikerar en preferens för planerat snarare än spontant beteende. Den genomsnittliga samvetsgrannheten minskar i tonåren och stiger sedan i vuxen ålder fram till ålderdomen.
- Extraversion (extraversion) – energi, positiva känslor, självsäkerhet och en tendens att söka stimulans och andras sällskap. Utåtriktade kännetecknas av en bredd av aktiviteter (i motsats till djup), de är högaktiva i utåtriktade situationer och utnyttjar externa medel för att skapa energi. Egenskapen präglas av uttalat engagemang i den yttre världen. Utåtriktade tycker om att interagera med människor, och uppfattas ofta som fulla av energi. De tenderar att vara entusiastiska, aktionsinriktade individer. De har hög gruppsynlighet, gillar att prata och hävda sig. Motsatsen introverta har lägre sociala engagemang och energinivåer än utåtriktade. De tenderar att verka tysta, lågmälda och mindre involverade i den sociala världen. Deras brist på socialt engagemang bör inte tolkas som blyghet eller depression. I stället är de mer oberoende av sin sociala värld än extroverta. Introverta behöver mindre stimulans än utåtriktade och mer tid för sig själva. Det betyder inte att de är ovänliga eller antisociala. snarare är de reserverade i sociala situationer. I allmänhet är människor en kombination av extroverta och introverta.
- Agreeableness (tillmötesgående)[5] – en tendens att vara medkännande och samarbetsvillig snarare än tävlingsinriktad och fientligt inställd mot andra. Den överensstämmande egenskapen återspeglar individuella skillnader i allmänhetens intresse för social harmoni. Eniga personer värderar att komma överens med andra. De är allmänt hänsynsfulla, snälla, generösa, pålitliga, hjälpsamma och villiga att äventyra sina intressen med andra. Tillmötesgående personer tenderar också att ha en optimistisk syn på den mänskliga naturen. Eftersom det här är en social egenskap, har forskning visat att ens överensstämmelse är positivt förenlig med kvaliteten på relationerna med sina lagmedlemmar. Det förutspår också positivt transformationsledarskap.
- Neuroticism – en tendens att lätt kunna uppleva obehagliga känslor som till exempel ilska, ångest, depression, eller sårbarhet; ibland kallad emotionell instabilitet. Det kallas ibland känslomässig instabilitet, och omvänt emotionell stabilitet. Enligt Eysencks (1967) teori om personlighet är neuroticism kopplad till låg tolerans för stress eller aversiva stimuli. De som presterar högt i neuroticism är känslomässigt reaktiva och sårbara för stress, de tenderar också att vara lättvindiga i sitt sätt att uttrycka känslor. De är mer benägna att tolka vanliga situationer som hotande och mindre frustrationer som hopplöst svåra. Deras negativa känslomässiga reaktioner tenderar att fortsätta under ovanligt långa perioder, vilket innebär att de ofta är på dåligt humör. Neuroticism är också kopplad till ett pessimistiskt arbetssätt, förtroende för att arbetet hindrar personliga relationer och tydlig ångest i samband med arbetet.